# David Fuster
David Fuster Torrijos (Oliva, Valencia, España, 3 de febrero de 1982) es un exfutbolista español. Se formó en la U. D. Oliva y en Villarreal B y alcanzó sus mayores logros en Grecia jugando para el Olympiakos, club con el que ganó 6 Ligas, 4 Copas y disputó competiciones europeas.

## Trayectoria
Se formó en las categorías inferiores del club de su localidad natal, la U. D. Oliva, con el que llegó hasta la tercera división. Posteriormente, con 21 años, fue fichado por el Villarreal CF donde militó en las filas de su filial durante cuatro temporadas. En el año 2008 fichó por el Elche Club de Fútbol en segunda, siendo su máximo goleador.
En la temporada 2009-10 volvió al Villarreal Club de Fútbol, donde permaneció una sola temporada, pues en 2010 acordó su marcha al Olympiacos Fútbol Club griego, por tres temporadas.
En 2016, tras seis temporadas en el club griego decide no renovar su contrato y queda libre. En julio se incorporó al Getafe CF, recién descendido a la Segunda División de España.
El 25 de junio de 2017 se produjo su retirada del fútbol profesional después de lograr el ascenso a Primera con el Getafe CF.
El 31 de mayo de 2018, obtuvo el título de entrenador y recibió el Diploma-Licencia UEFA B y A con el que podrá sentarse de forma profesional en un banquillo.

## Clubes
| Club               | País   | Año       |
| ------------------ | ------ | --------- |
| U. D. Oliva        | España | 1992-2004 |
| Villarreal C. F. B | España | 2004-2008 |
| Elche C. F.        | España | 2008-2009 |
| Villarreal C. F.   | España | 2009-2010 |
| Olympiacos F. C.   | Grecia | 2010-2016 |
| Getafe C. F.       | España | 2016-2017 |

## Palmarés

### Campeonatos nacionales
| Título         | Club             | País   | Año  |
| -------------- | ---------------- | ------ | ---- |
| Superliga      | Olympiacos F. C. | Grecia | 2011 |
| Superliga      | Olympiacos F. C. | Grecia | 2012 |
| Copa de Grecia | Olympiacos F. C. | Grecia | 2012 |
| Superliga      | Olympiacos F. C. | Grecia | 2013 |
| Copa de Grecia | Olympiacos F. C. | Grecia | 2013 |
| Superliga      | Olympiacos F. C. | Grecia | 2014 |
| Superliga      | Olympiacos F. C. | Grecia | 2015 |
| Copa de Grecia | Olympiacos F. C. | Grecia | 2015 |
| Superliga      | Olympiacos F. C. | Grecia | 2016 |
| Copa de Grecia | Olympiacos F. C. | Grecia | 2016 |